# Jadranka Đokić
Jadranka Đokić (ur. 14 stycznia 1981 w Puli) – chorwacka aktorka.
Karierę aktorską rozpoczęła w Teatrze ITD. W filmie zadebiutowała w 2002 rolą Lidiji, w obrazie Miłe martwe dziewczyny. Za rolę Maji w obrazie Iza stakla otrzymała „Złotą Arenę” na Festiwalu Filmowym w Puli.

## Filmografia
- Miłe martwe dziewczyny (2002) jako Lidija
- Naša mala klinika (2004–2007) jako Helga
- Iza stakla (2008) jako Maja Jeren
- Metastaze (2009) jako żona Krpy
- Ojciec Szpiler (2013) jako Luda Ane